# Conacul Dujardin din Coasta
Conacul Dujardin din Coasta, județul Cluj este înscris pe lista monumentelor istorice din județul Cluj elaborată de Ministerul Culturii și Patrimoniului Național din România în anul 2010, cu cod LMI CJ-II-m-B-07572. 

## Istoric
A fost construit în secolul al XVIII-lea. A aparținut familiei Dujardin de Nagyszekeres. Ferencné Bethleni Ilona menționează în testamentul său din 1748 că îl dăruiește fiului său, baronul Joseph Dujardin, cunoscut în epocă pentru cruzimea sa. După naționalizare a găzduit școala din localitate, în prezent (2020) puținii copii sunt duși la școala din centrul de comună. 
Conacul Dujardin este în momentul de fațǎ în paraginǎ.

## Imagini

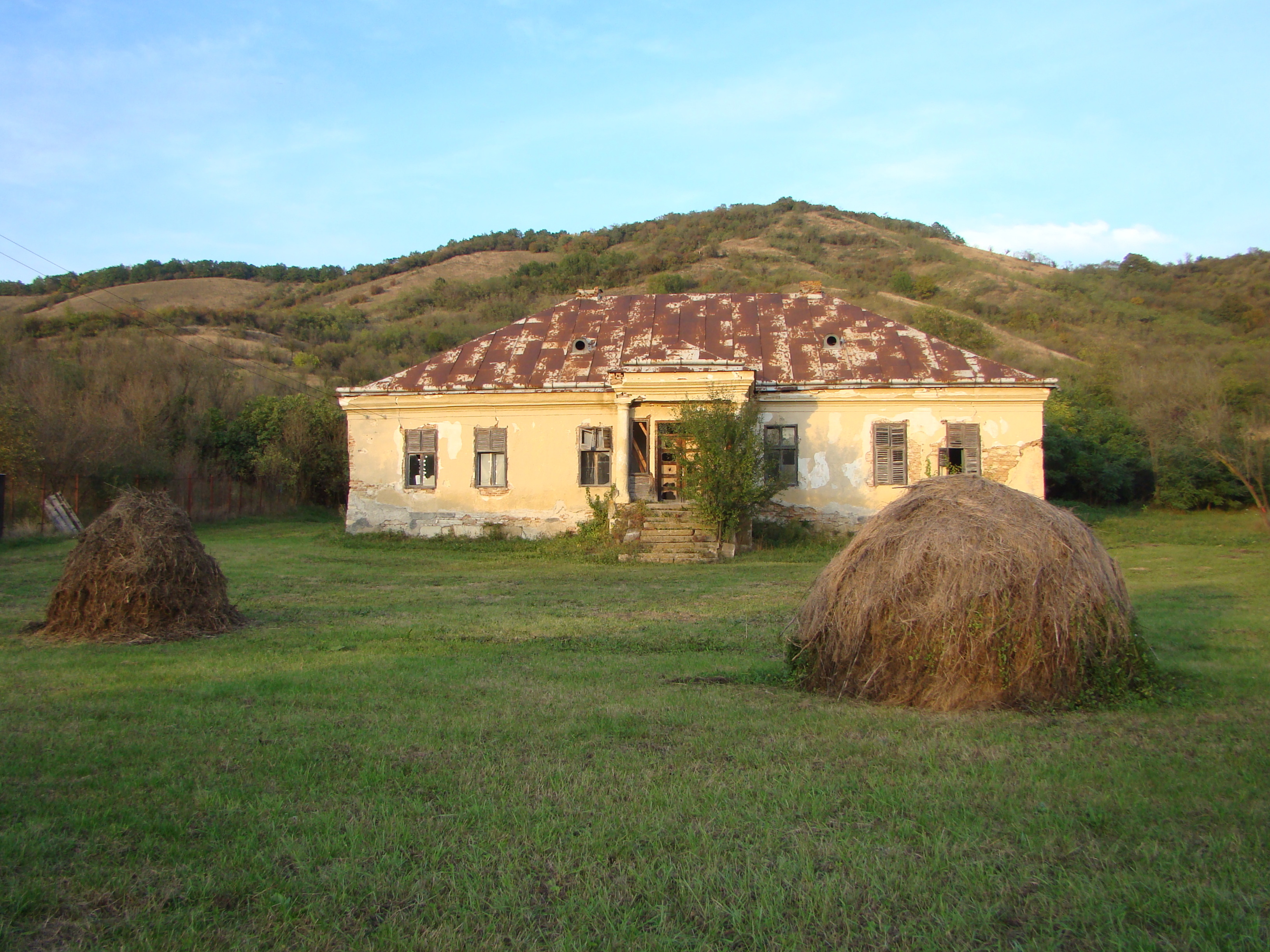
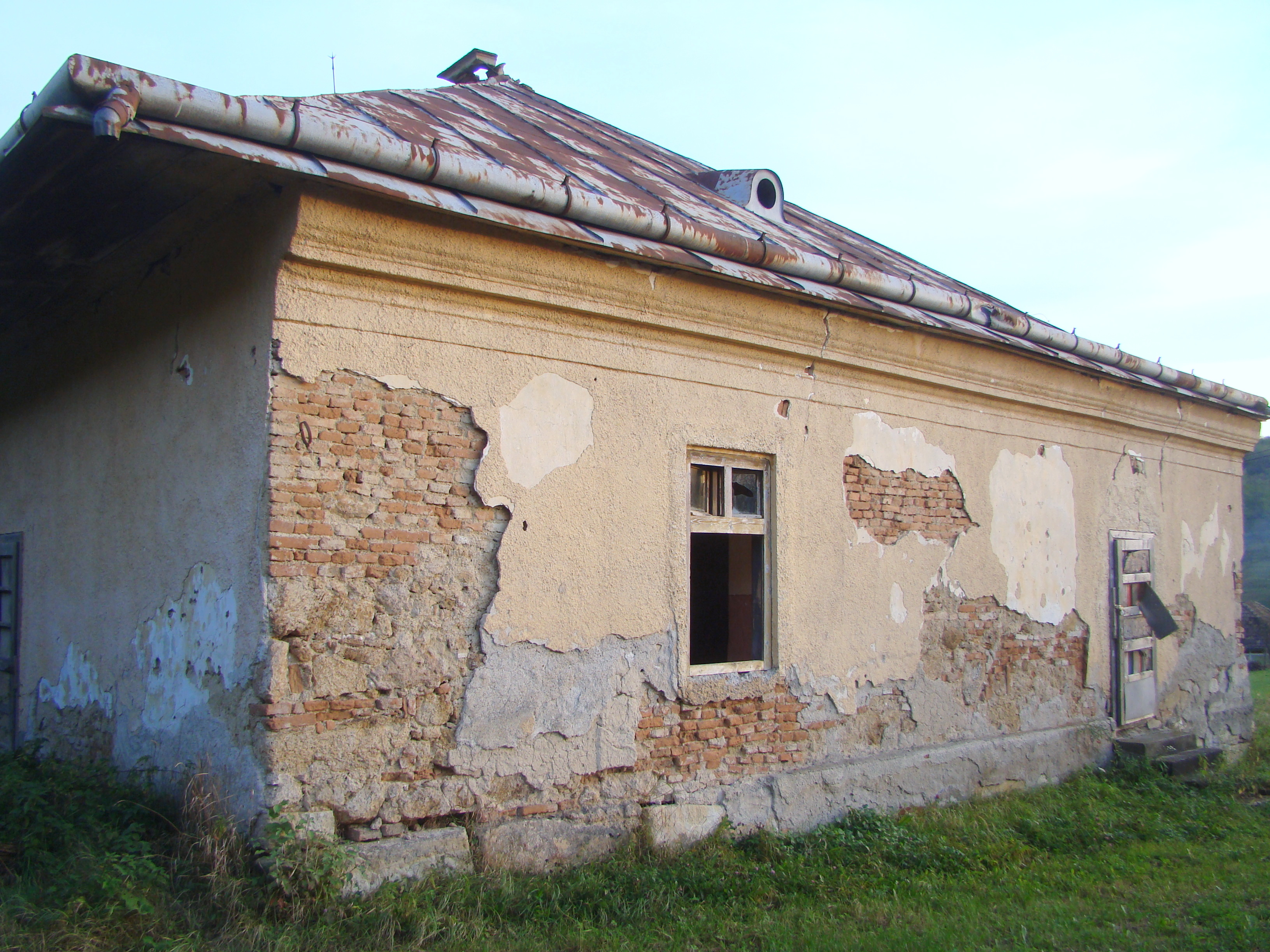
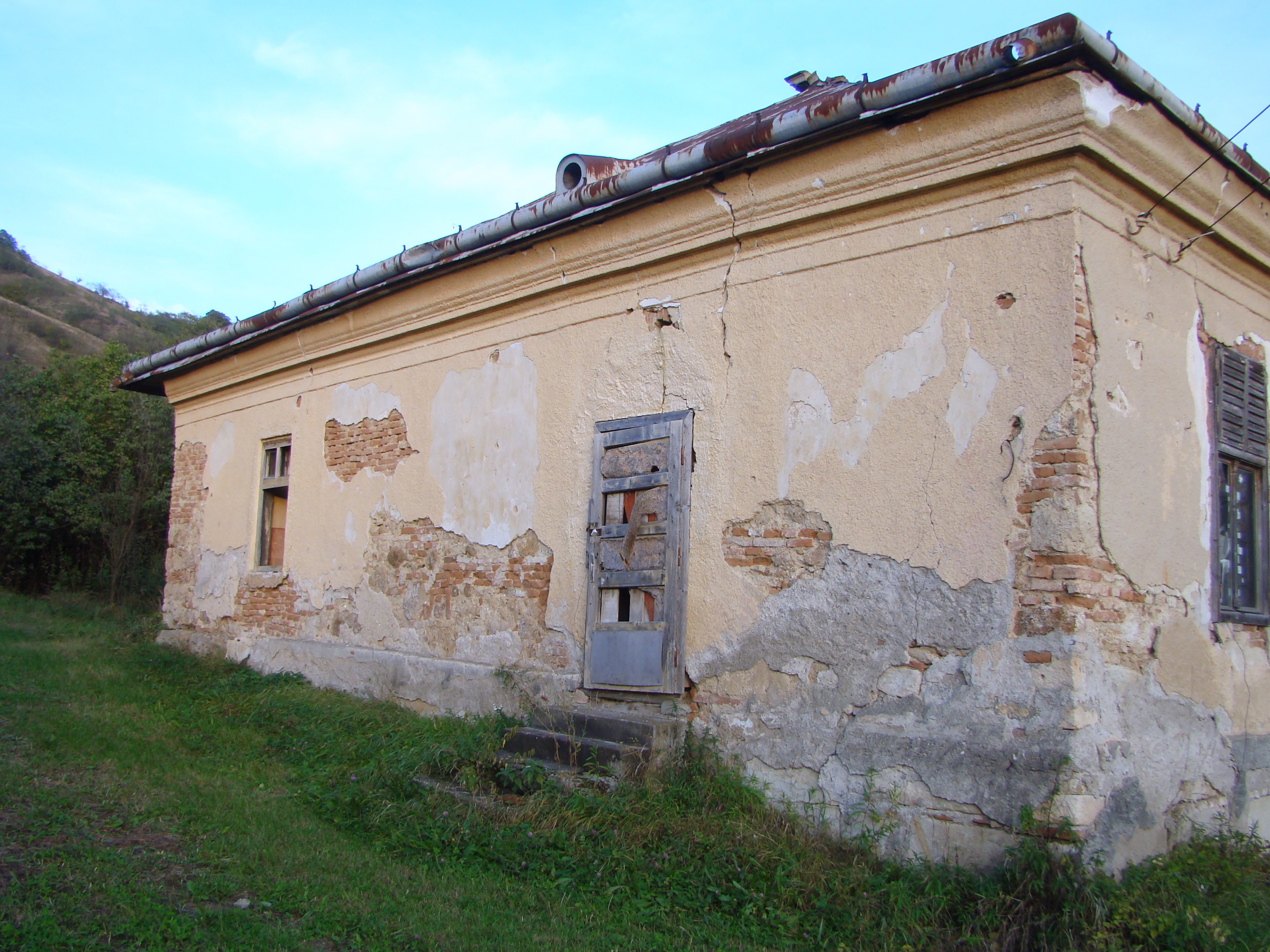
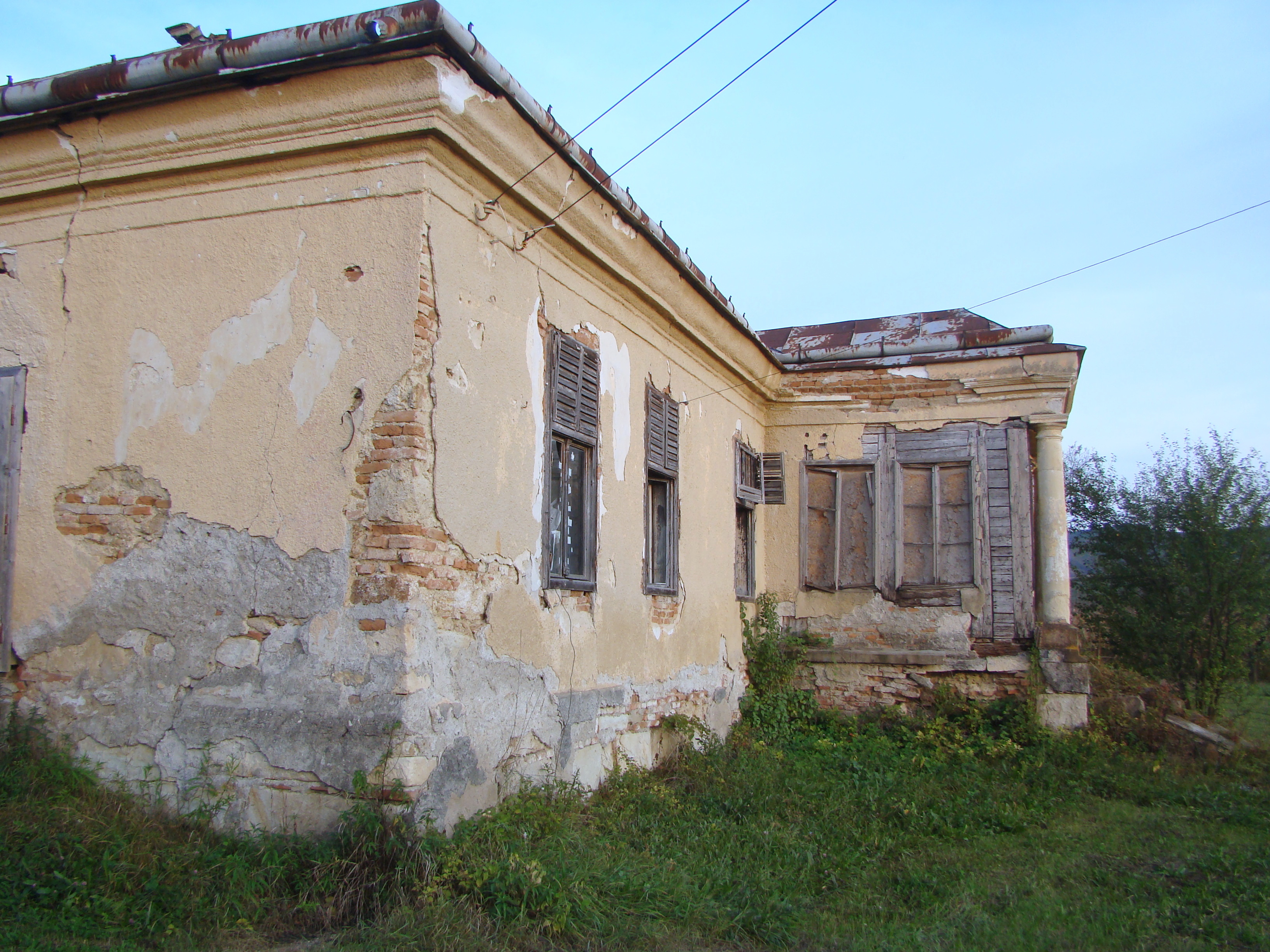
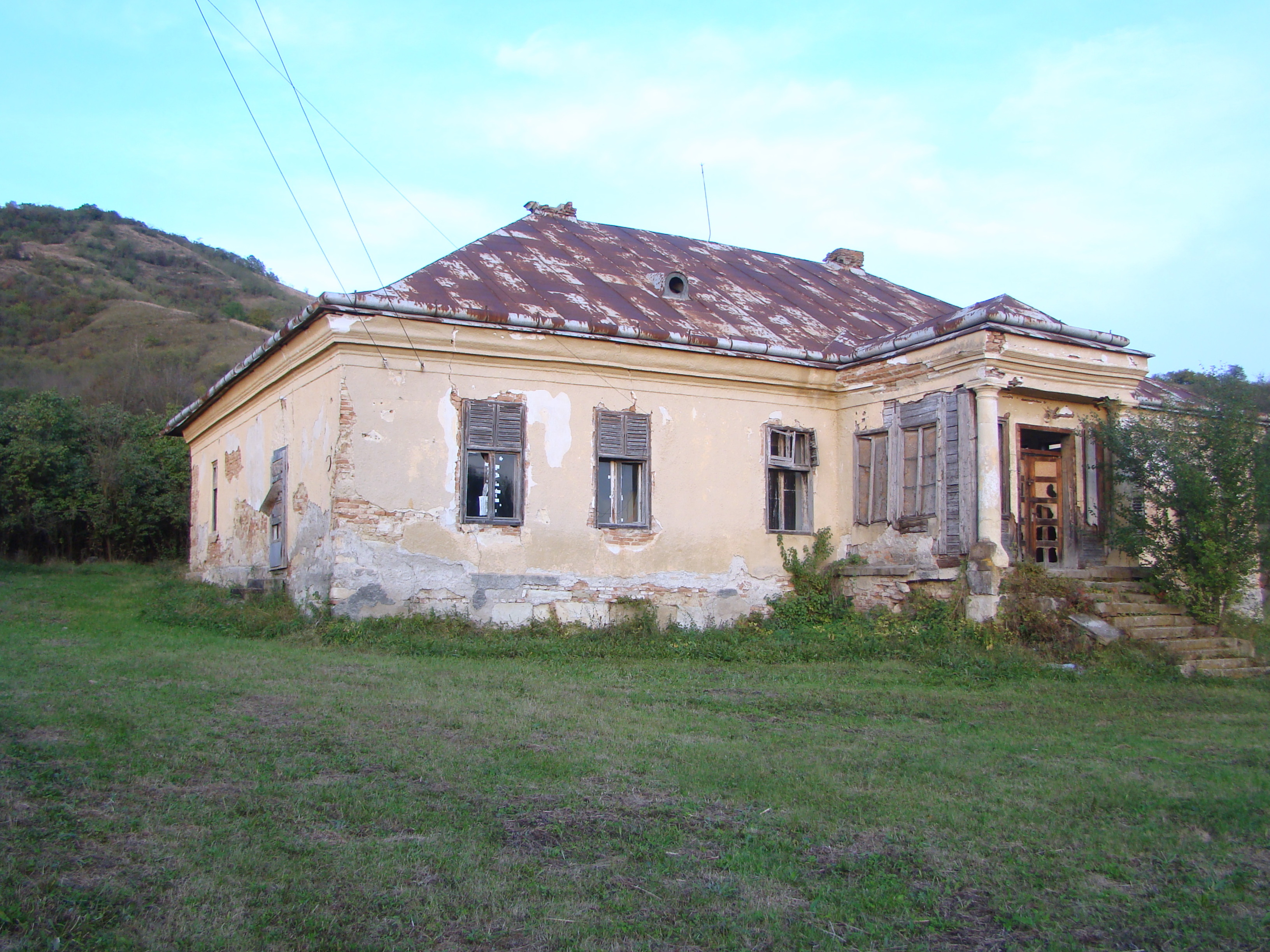
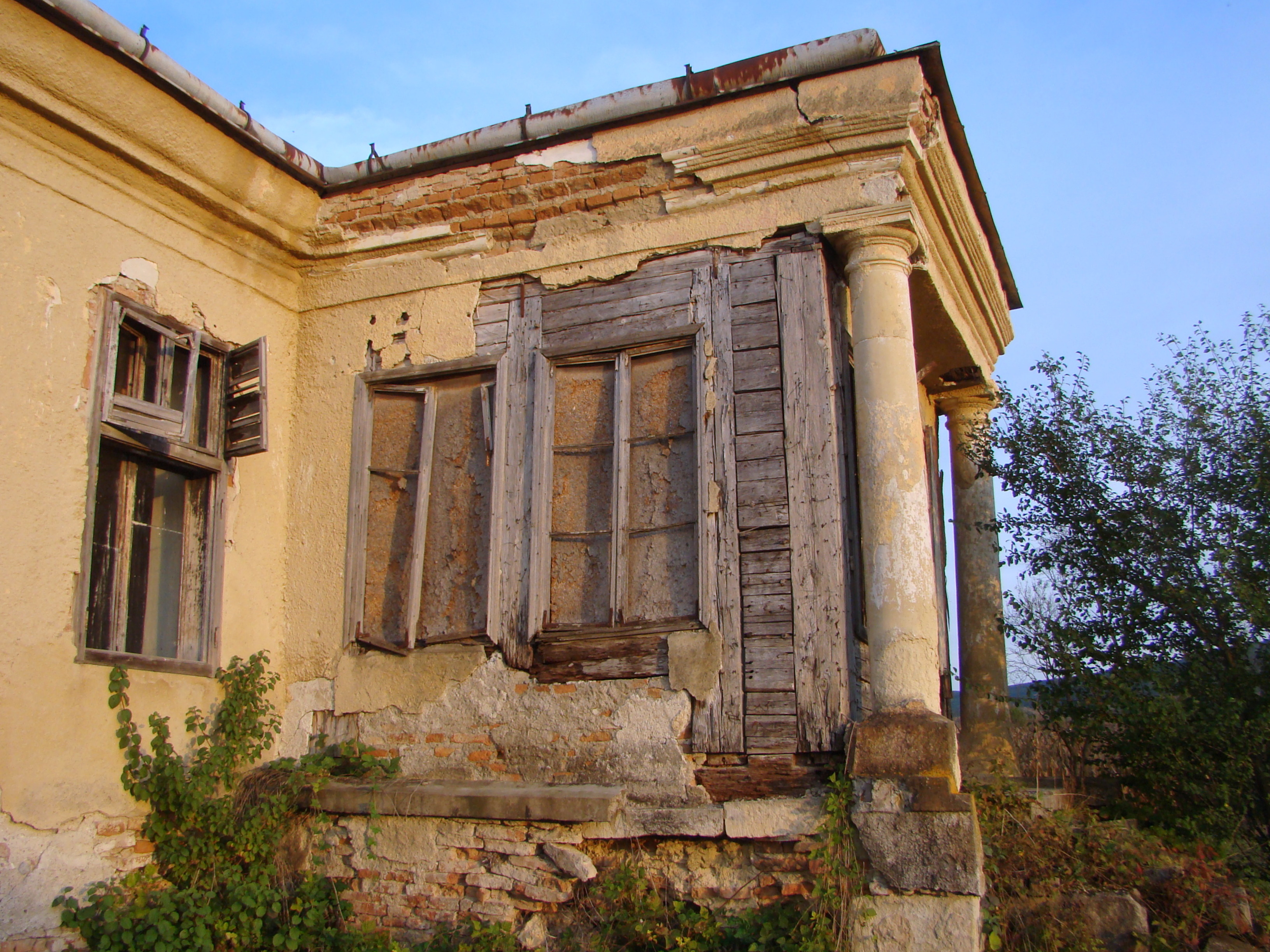
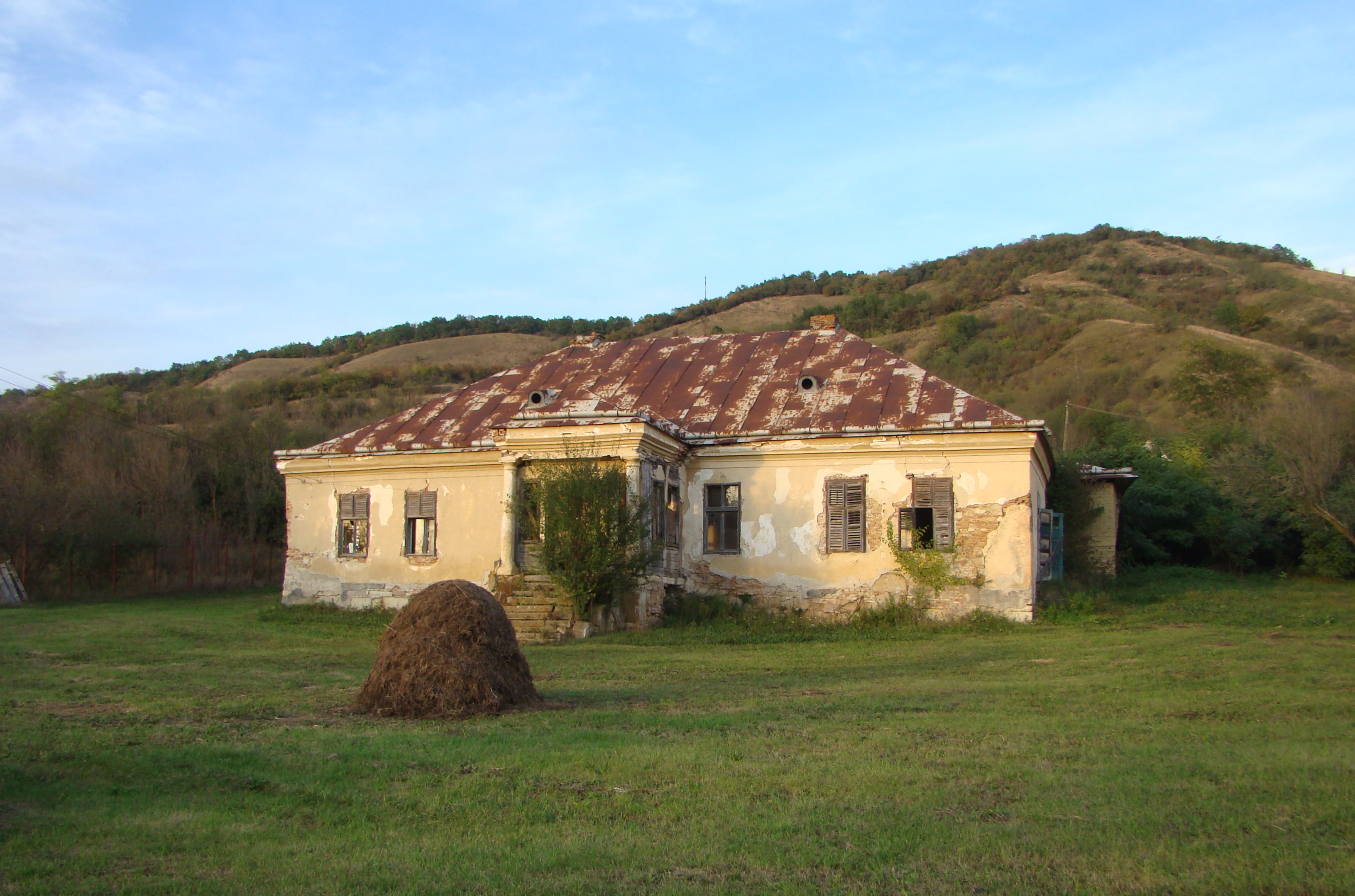
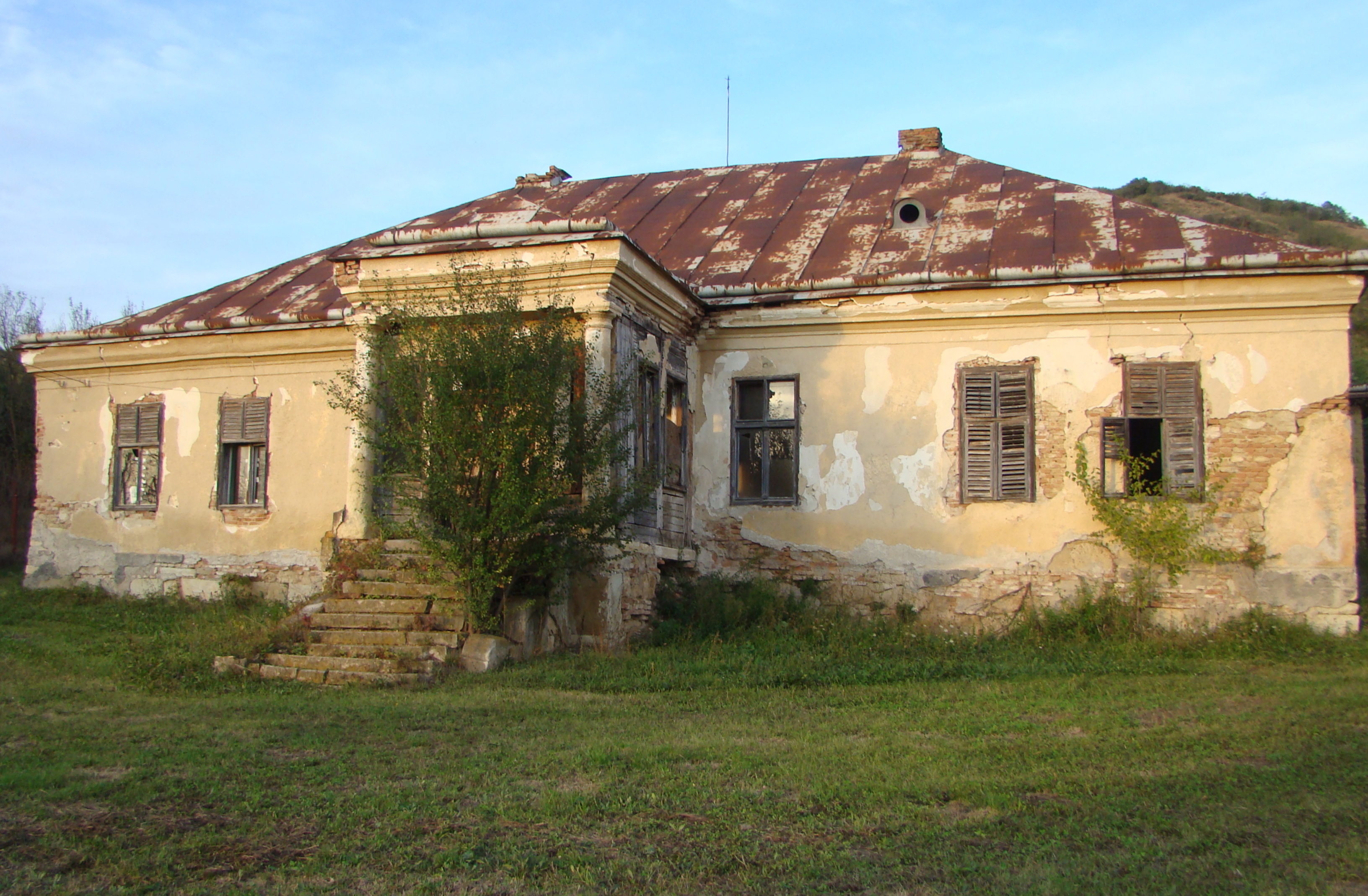
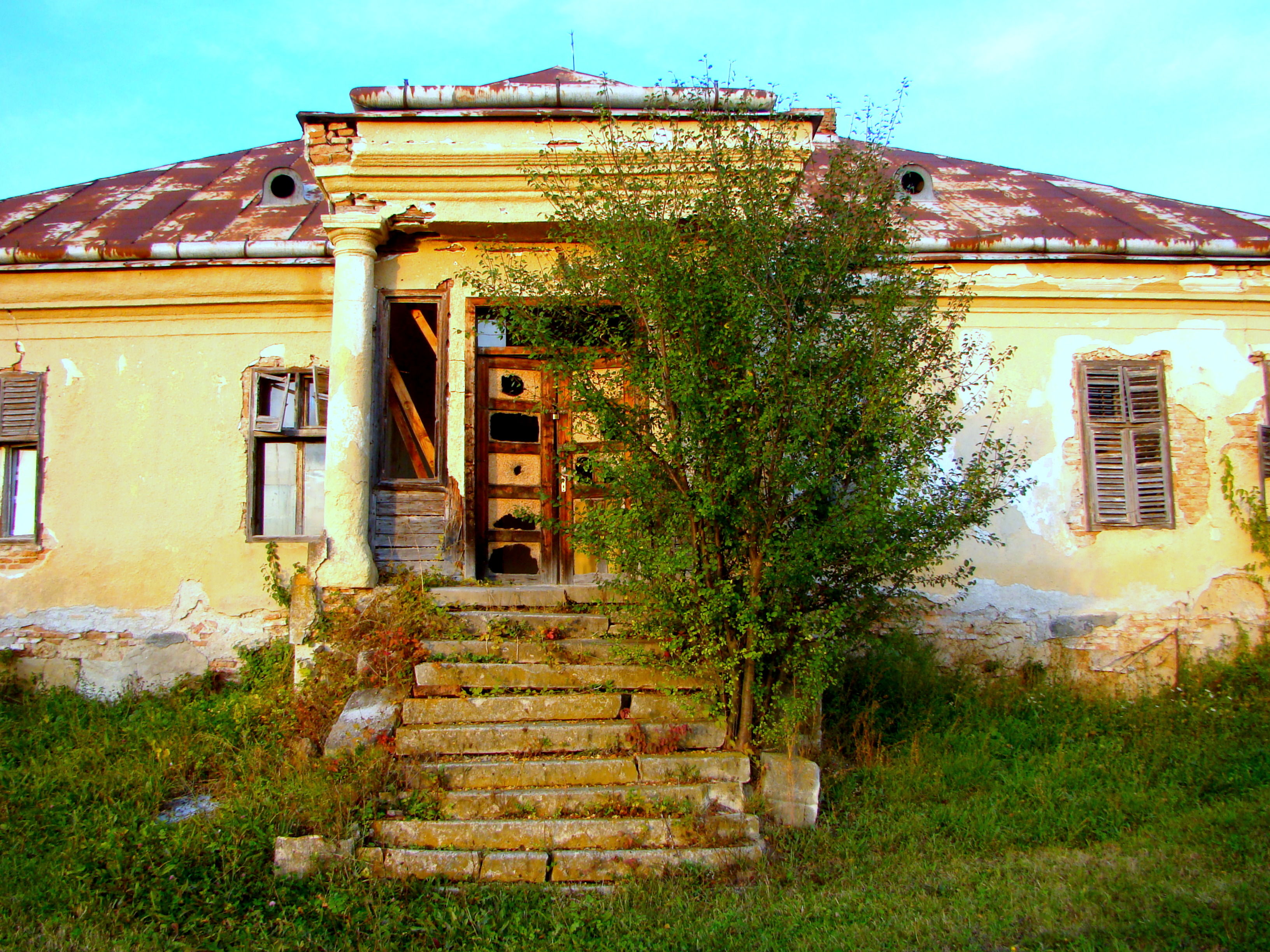
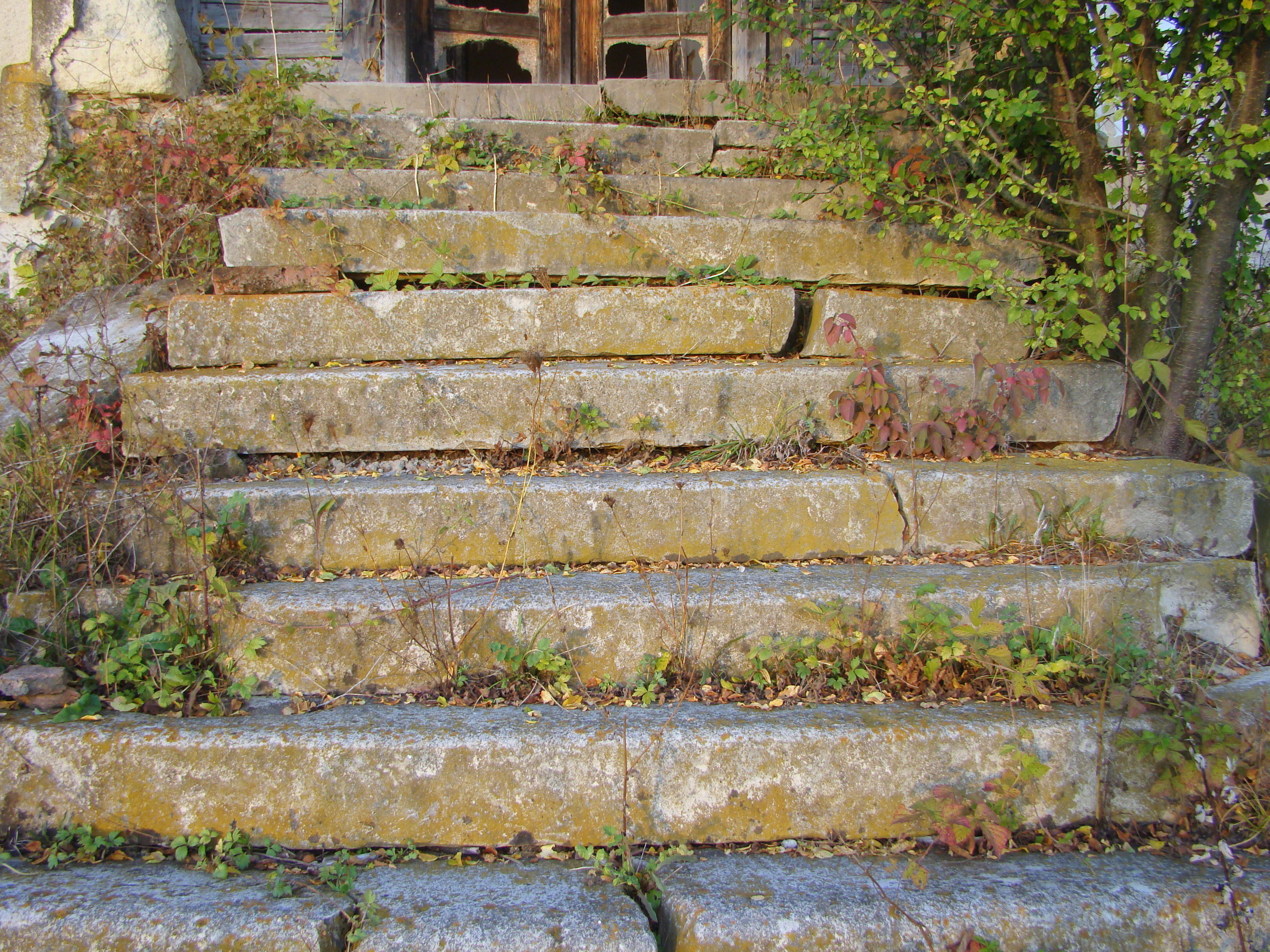
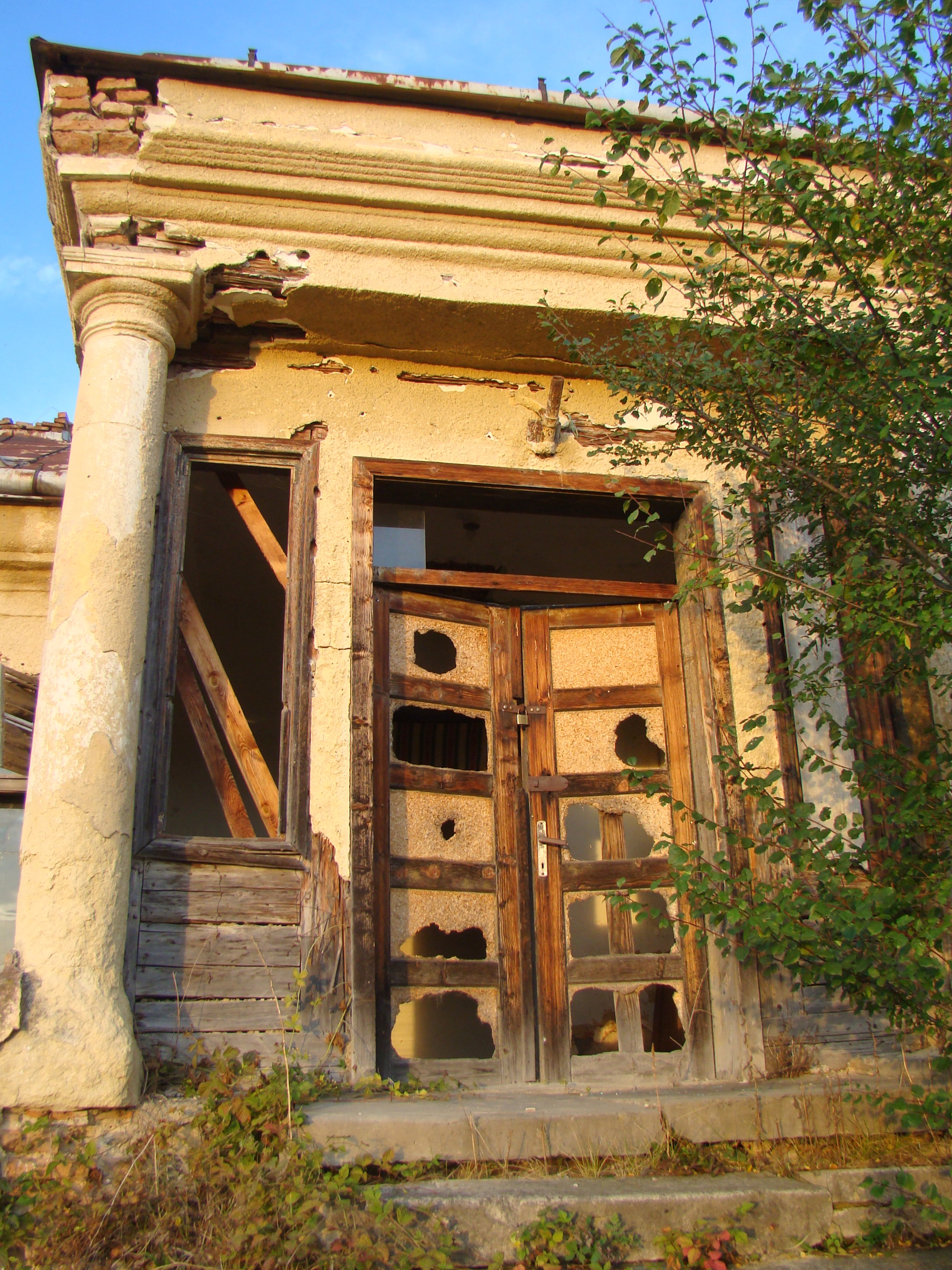
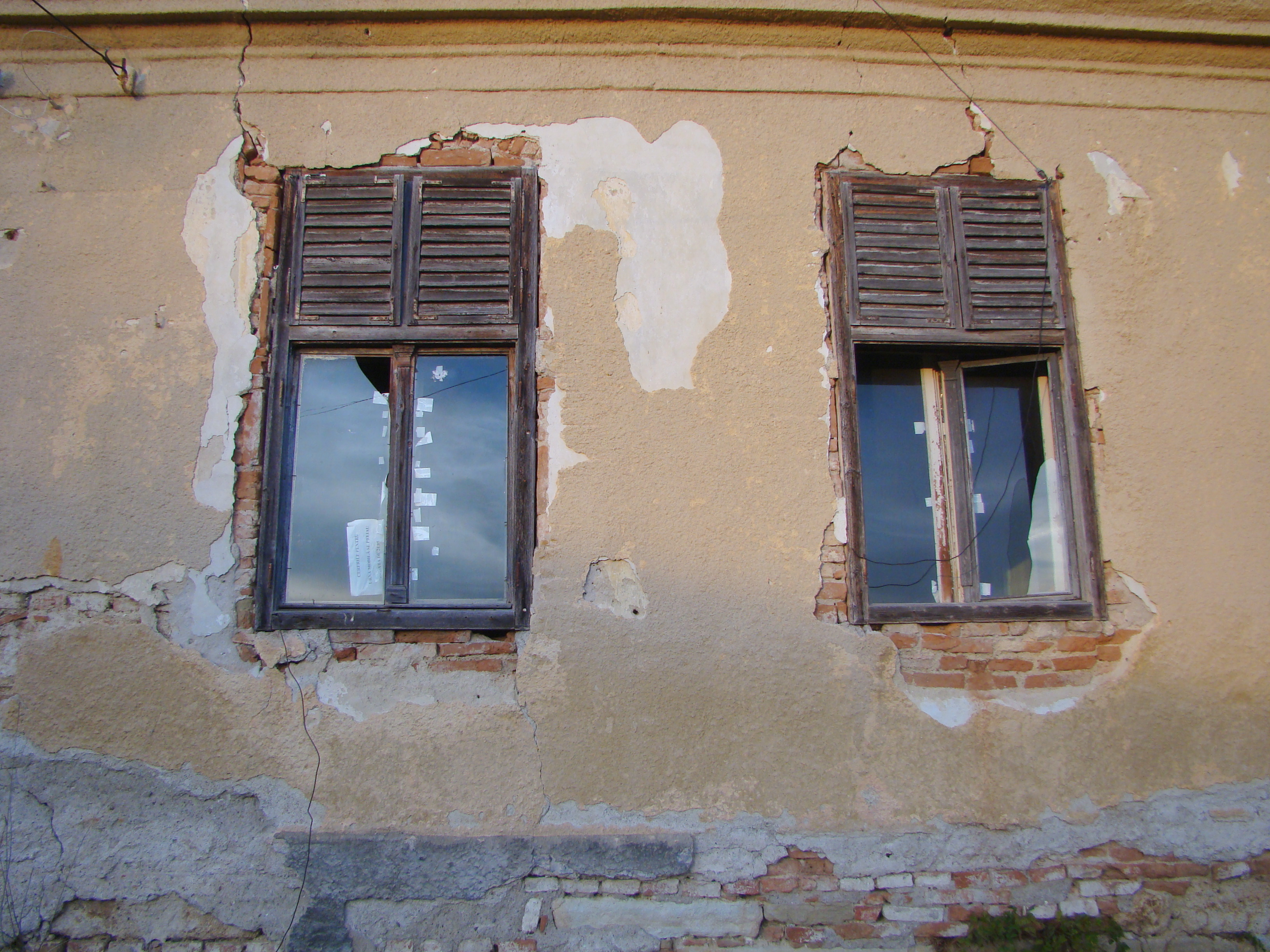
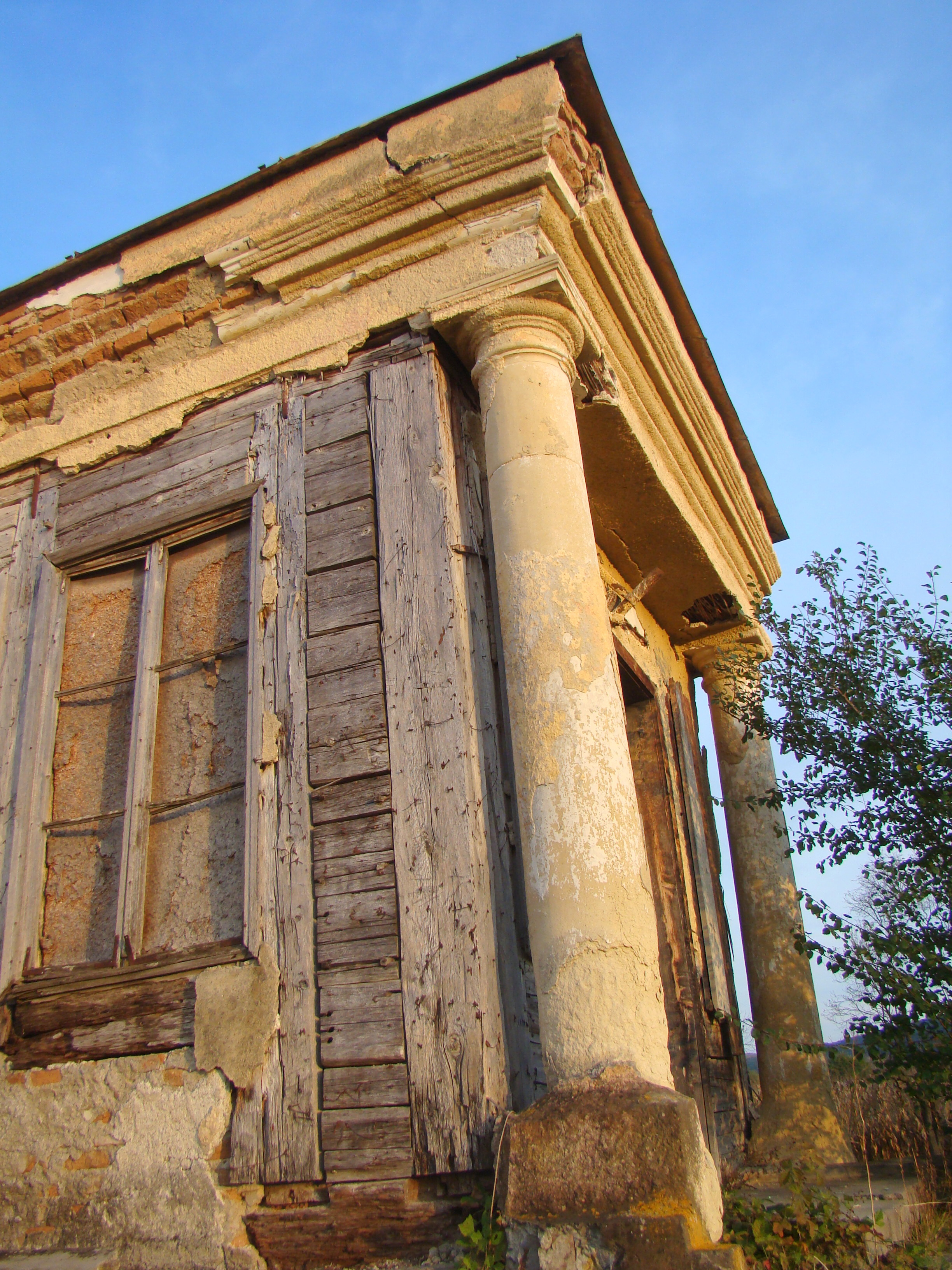
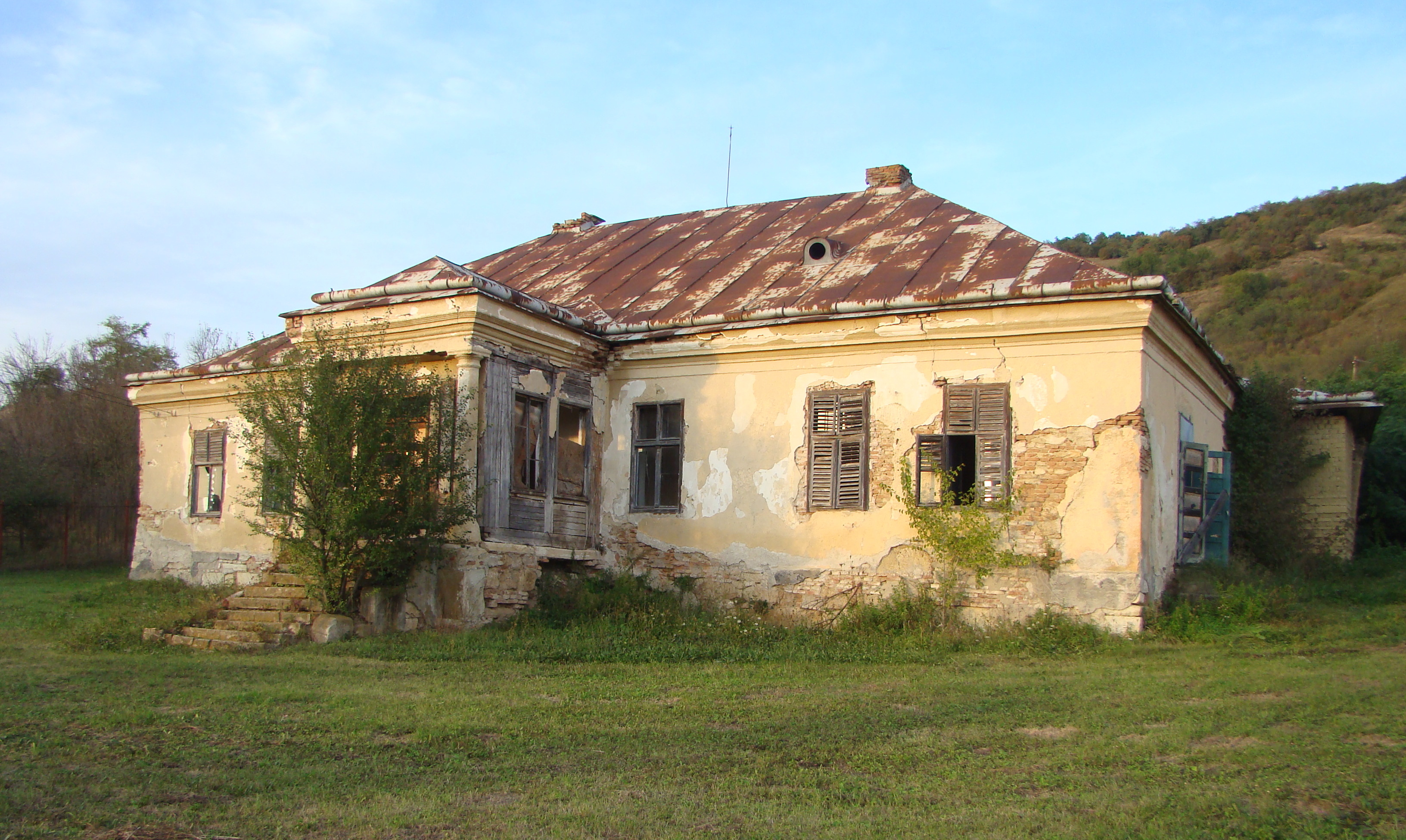
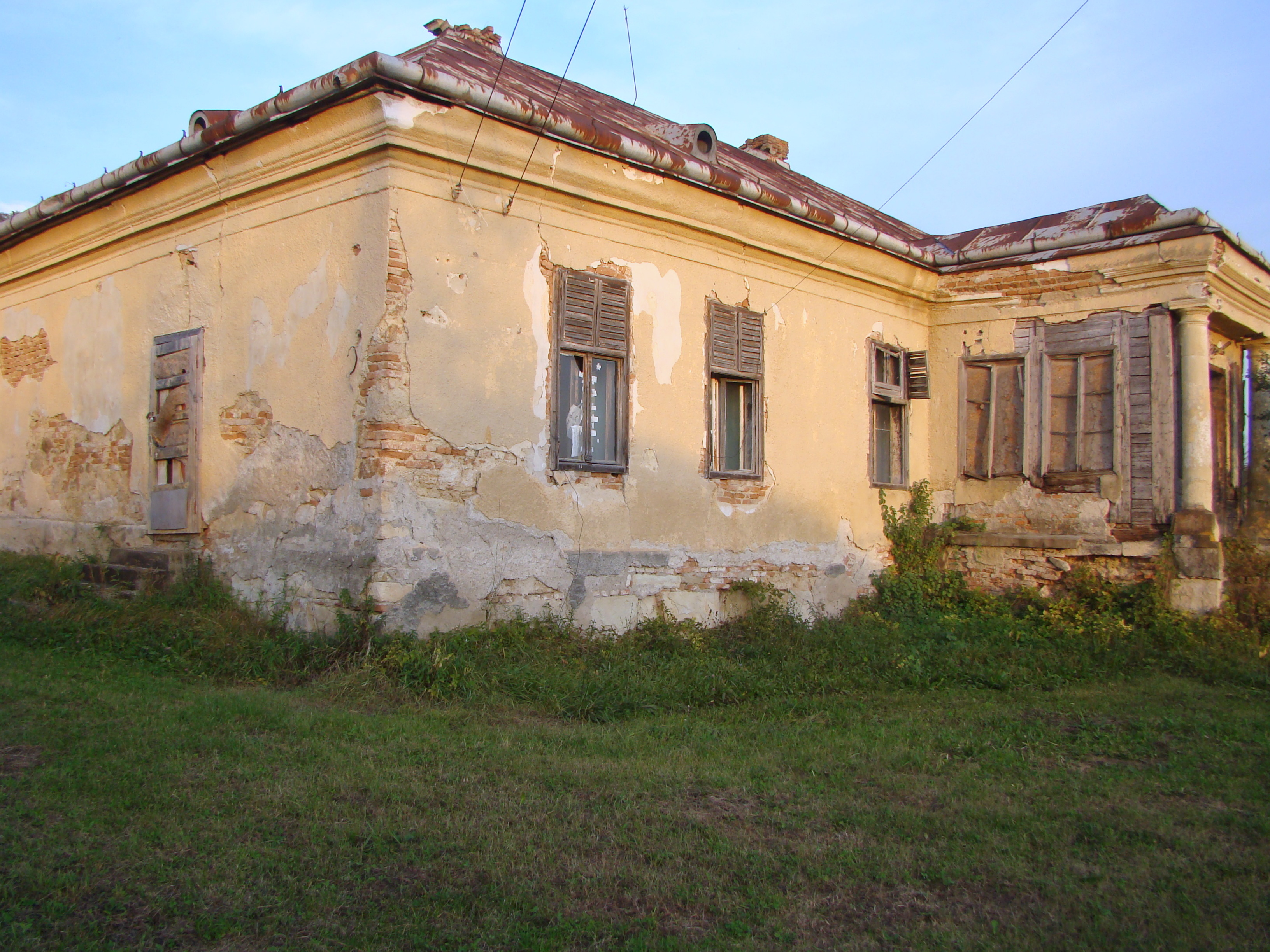
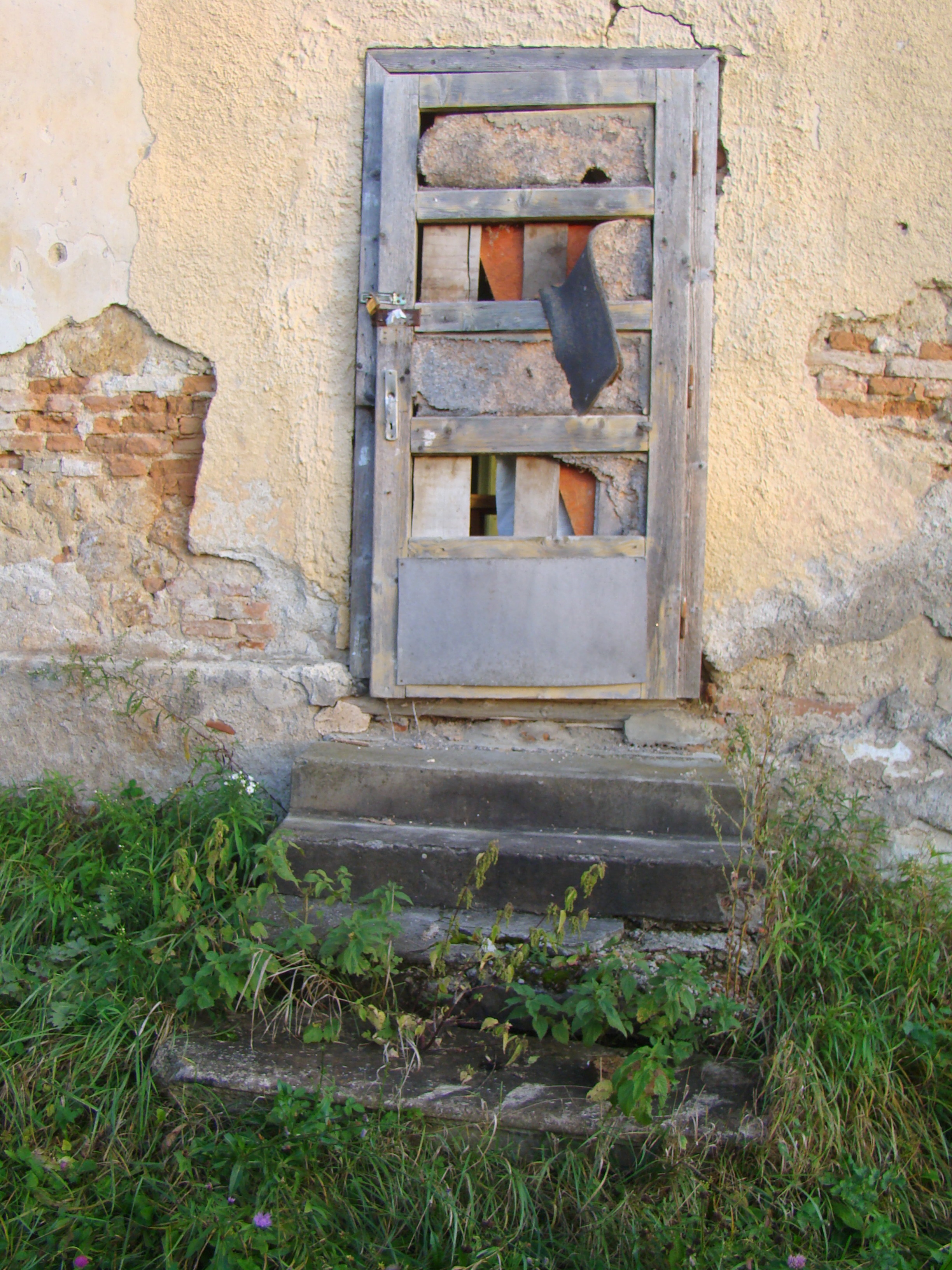
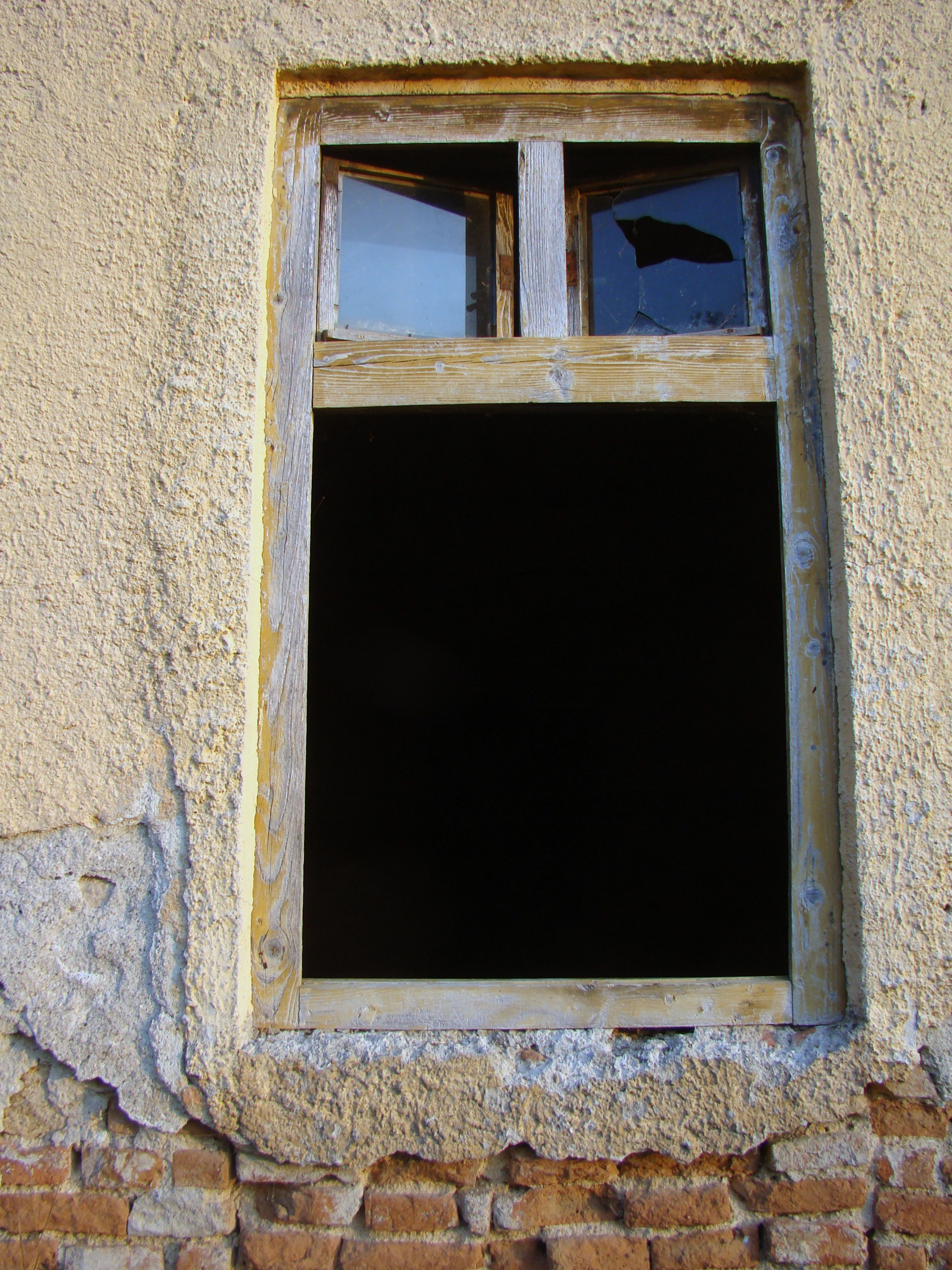
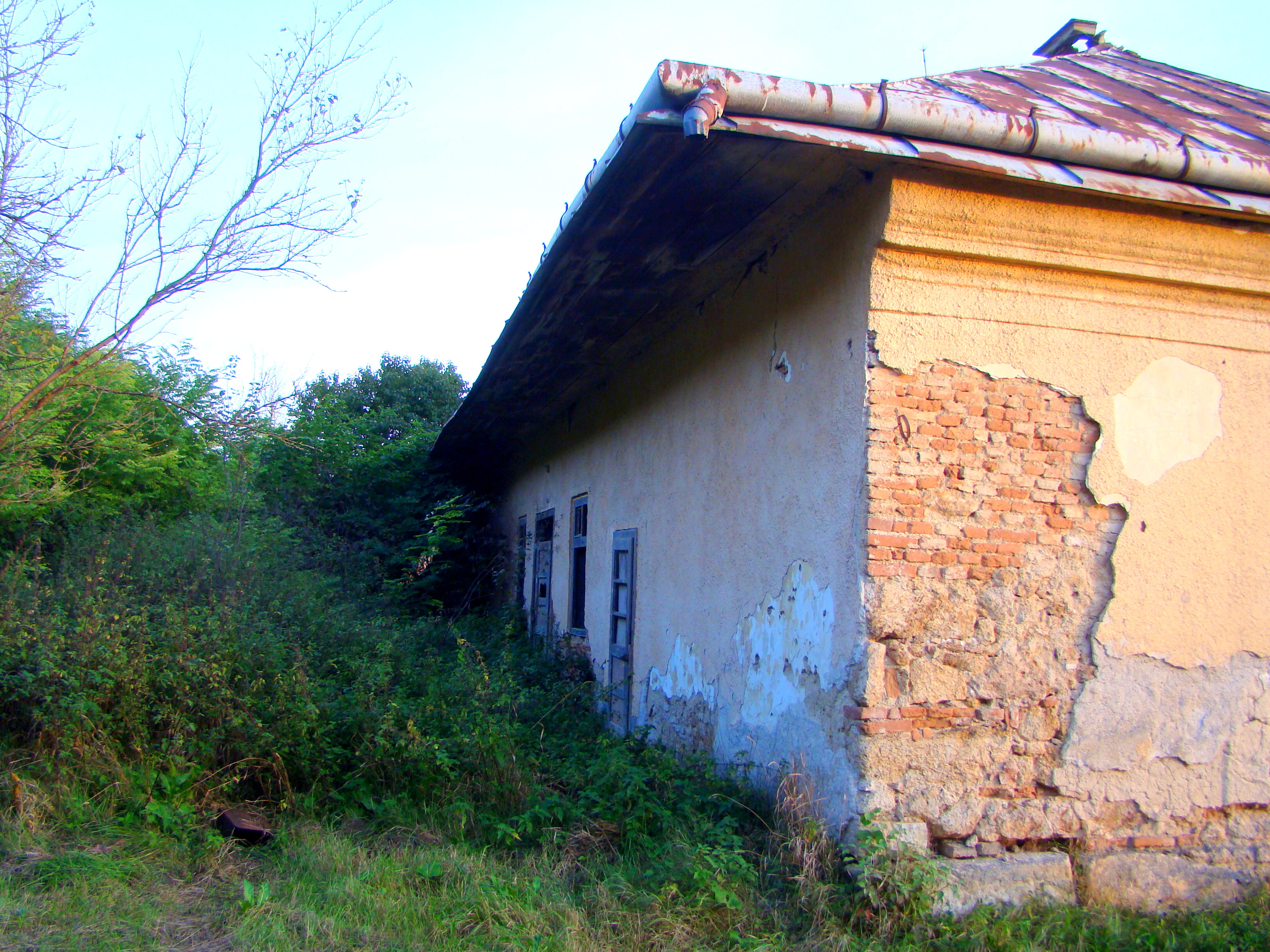
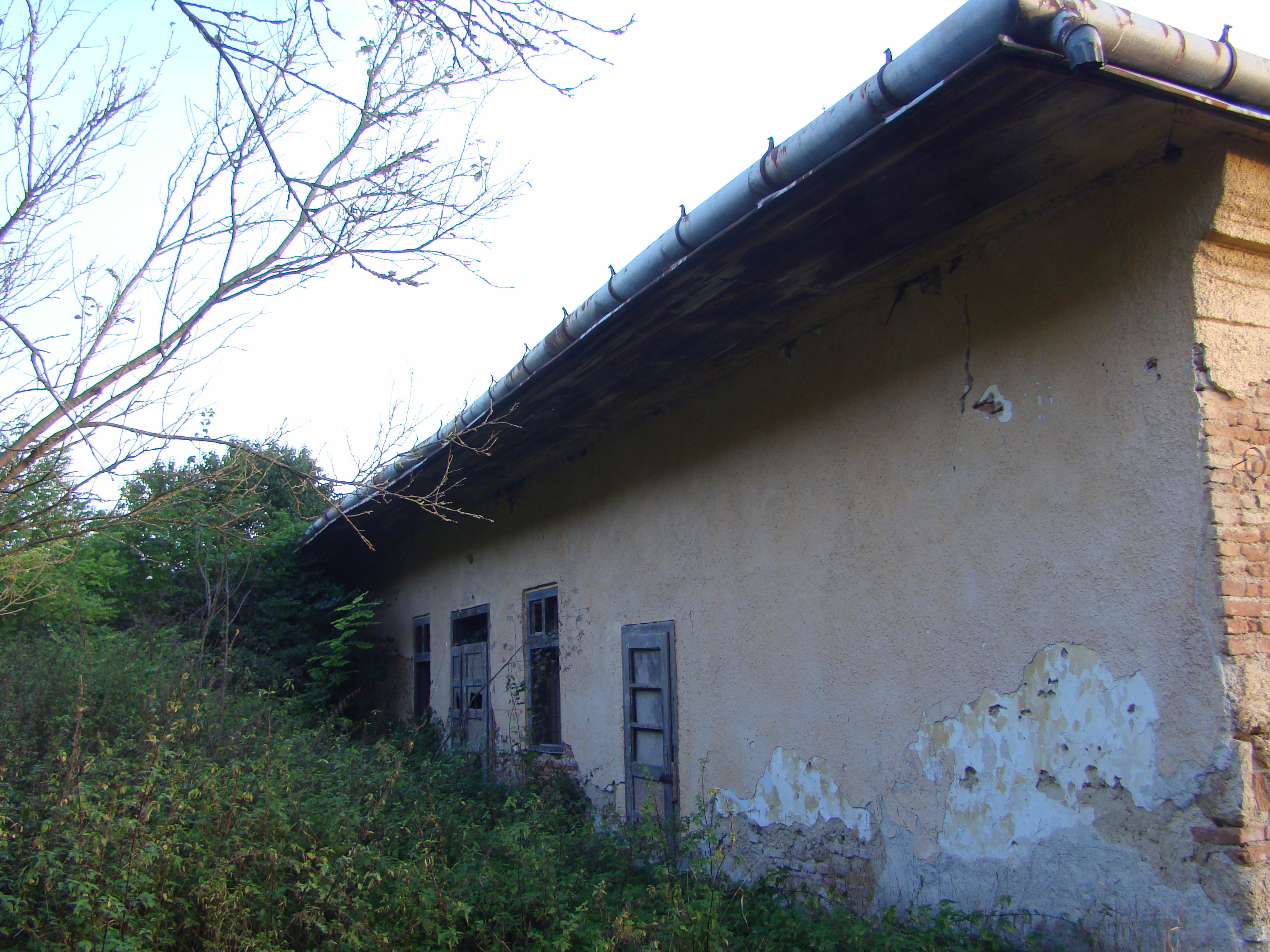
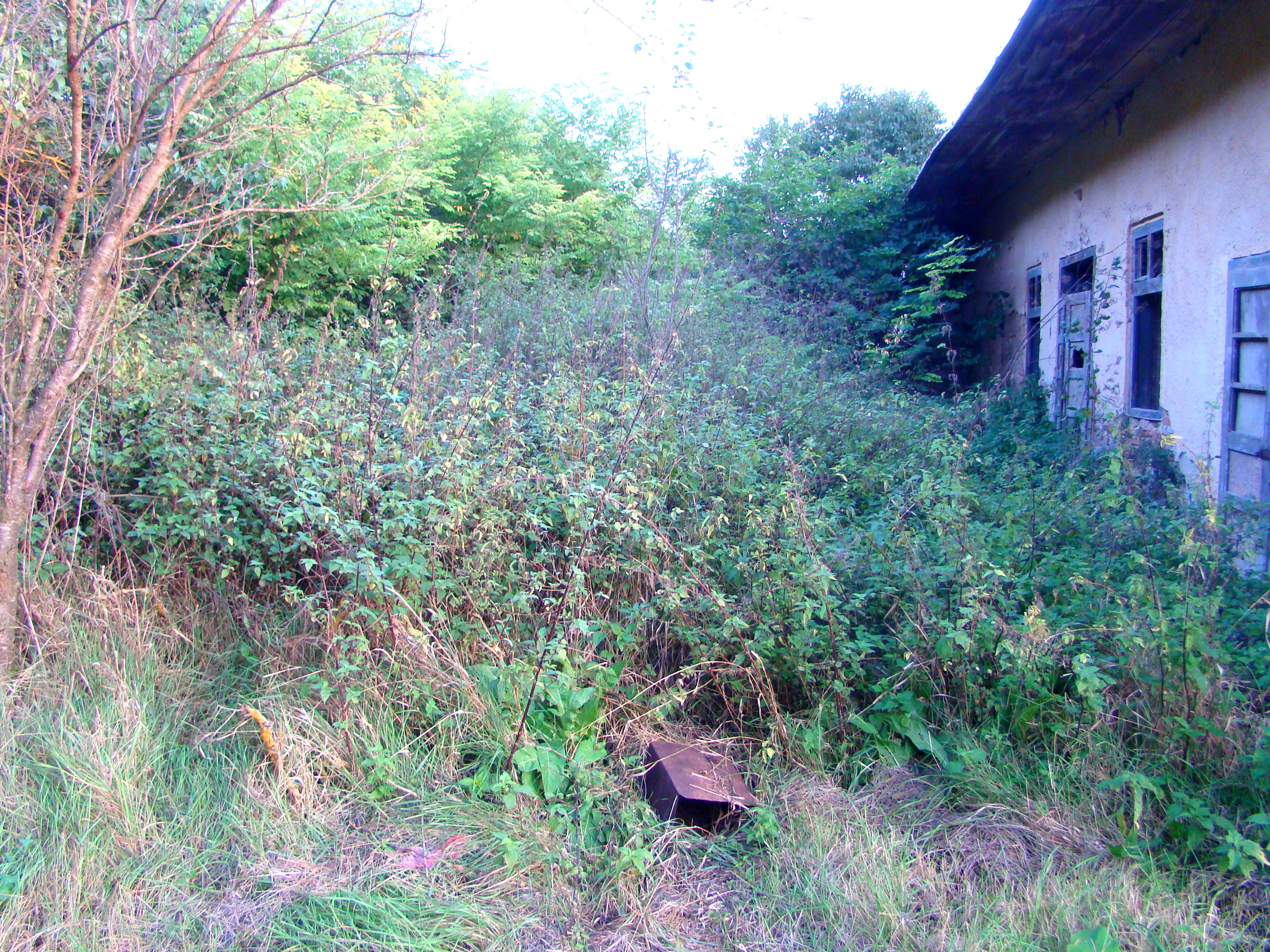
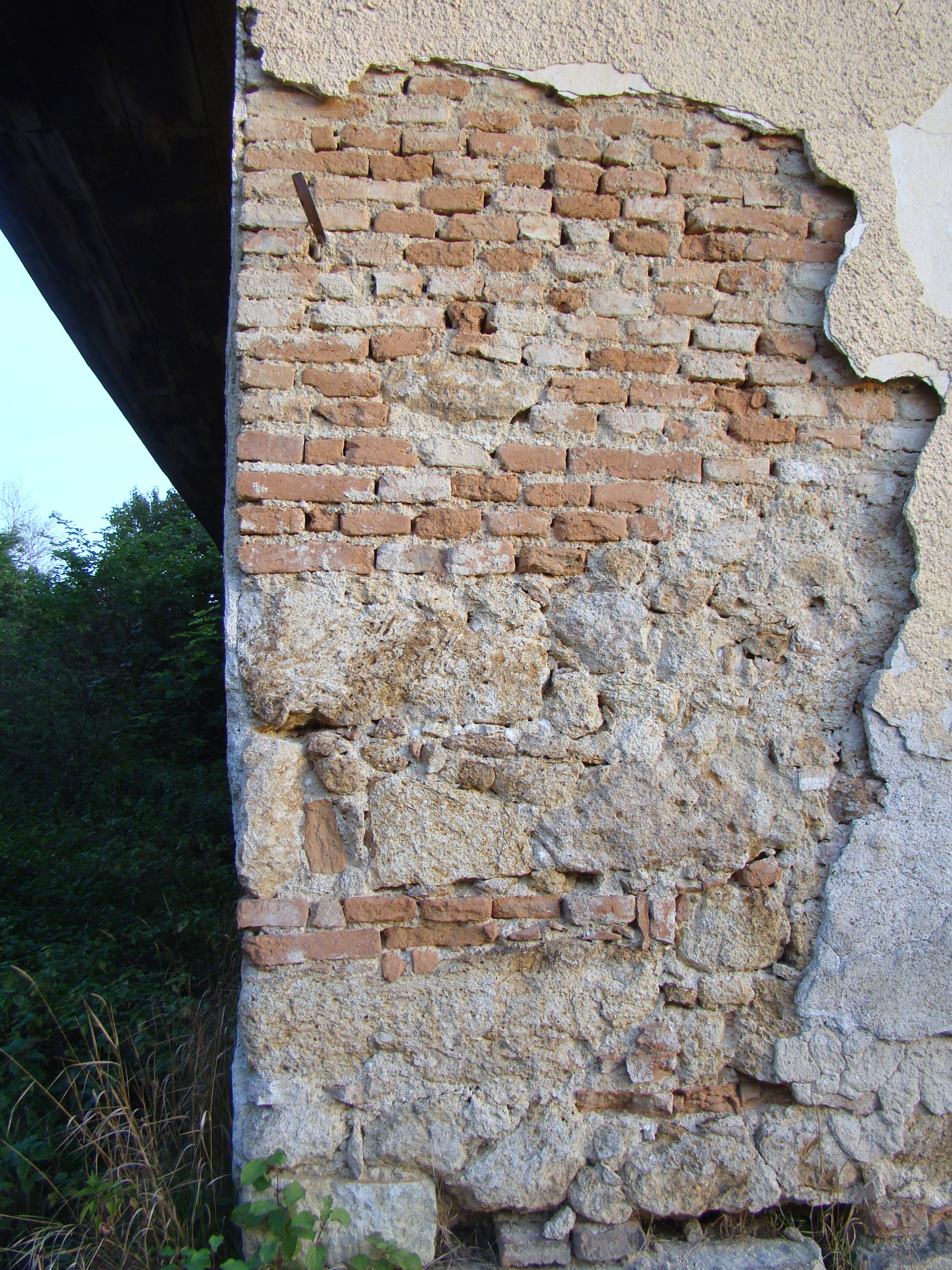